# Багров, Владислав Гавриилович
Владислав Гавриилович Багров (1 октября 1938, Томск — 28 января 2024, Томск) — советский и российский физик-теоретик, доктор физико-математических наук, профессор, заведующий кафедрой квантовой теории поля Томского Университета, заведующий теоретическим отделом Института сильноточной электроники Сибирского Отделения РАН, член президиума Российского физического общества, член правления Российской гравитационной ассоциации, Заслуженный деятель науки Российской Федерации.

## Биография
Член ВЛКСМ (1952—1966).
Окончил физический факультет Томского госуниверситета в 1961 году по специальности «физика» и аспирантуру физического факультета Московского госуниверситета в 1964 году с защитой кандидатской диссертации.
После окончания аспирантуры работал в Томском политехническом институте на кафедре теоретической и экспериментальной физики последовательно ассистентом (с 1964 года), старшим преподавателем (с 1965 года), доцентом кафедры экспериментальной физики(с 1966 года), старшим научным сотрудником (1967—1969 гг.) и заведующим кафедрой, профессором.
В 1967-69 годах, будучи старшим научным сотрудником, занимался научными исследованиями в области квантовой электродинамики и квантовой механики на физическом факультете Московского университета, где и защитил в 1969 году докторскую диссертацию по специальности «теоретическая и математическая физика»
С 1 декабря 1970 года — заведующий теоретическим отделом Института сильноточной электроники Сибирского Отделения РАН.
Учёное звание профессора по кафедре теоретической и экспериментальной физики присвоено в 1971 году.
С 1973 года работал в Томском университете. По его инициативе в 1974 году открыта кафедра квантовой теории поля, заведующим которой он являлся с момента основания кафедры.
Скончался 28 января 2024 года на 86-м году жизни.

## Научная деятельность
Научные интересы в области классической и квантовой теории поля, общей теории относительности, математической физики. После кончины профессоров Иваненко, Соколова и Тернова, Багрова можно считать главой школы по синхротронному излучению, или теории «светящегося электрона» в России. Синхротронное излучение возникает при движении ультрарелятивиских заряженных частиц и электронов по круговым орбитам в магнитном поле и имеет многочисленные проявления в астрофизике, применения в биологии, медицине.
В. Багров является автором более 350 научных работ в отечественных и зарубежных изданиях. Удостоен премии Московского общества испытателей природы, премией Томского Государственного Университета за цикл работ по квантовой электродинамике. В. Багров является основателем томской школы теоретической физики, под его руководством защищено 35 кандидатских диссертаций.
Участвовал в школах "Излучение релятивистских частиц" как лектор (1981,1983, 1985) организованных по инициативе профессора И.М.Тернова.

### Книги
- Багров В. Г. Дополнительные главы математической физики : (Калибровоч. поля) : Учеб. пособие / В. Г. Багров, А. С. Вшивцев, С. В. Кетов; Том. гос. ун-т им. В. В. Куйбышева. — Томск : Изд-во Том. ун-та, 1990. — 143,[1] с. : ил.; 20 см. ISBN 5-7511-0054-9 : 20 к.
- Bagrov V. G., Gitman D. M. Exact solutions of relativistic wave equations (in English). Springer (1990). ISBN 0-7923-0215-X. ISBN 978-0-7923-0215-5.
- Багров В.Г., Бисноватый-Коган Г.С., Бордовицын В.А. Теория излучения релятивистских частиц. - М.: ФИЗМАТЛИТ, 2002. - 575 с.

### Статьи
- Багров В. Г. Квазиклассические траекторно-когерентные состояния нерелятивистской и релятивистской бесспиновой частицы в полях специальных конфигураций / В. Г. Багров, В. В. Белов, А. Г. Караваев. — Томск : ТФ СО АН СССР, 1986. — 20,[1] с.; 20 см. — (Препр. АН СССР, Сиб. отд-ние, Том. фил.; N36).
- Багров В. Г. Термодинамический потенциал кварк-антикварковой плазмы в постоянных неабелевых цветовых полях / В. Г. Багров, А. С. Вшивцев, Б. В. Магницкий. — Томск : ТНЦ СО АН СССР, 1989. — 16 с.; 20 см. — (Препр. АН СССР, Сиб. отд-ние, Том. науч. центр; N 26).
- Багров В. Г.. Разделение переменных в уравнении Дирака в пространствах Штеккеля типов (2.0), (2.1) с внешним калибровочным полем / В. Г. Багров, А. В. Шаповалов, А. А. Евсеевич. — Томск : ТФ СО АН СССР, 1988. — 22 с.; 20 см. — (Препр. АН СССР, Сиб. отд-ние, Том. фил.; N 23).
- Багров В. Г. Метод интегрирования уравнения Дирака / В. Г. Багров, В. В. Обухов. — Томск : ТНЦ СО АН СССР, 1989. — 11 с.; 20 см. — (N 57).
- Багров В. Г. Излучение релятивистских электронов в продольном периодическом электрическом поле кристалла / В. Г. Багров, И. М. Тернов, Б. В. Холомай. — Томск : ТФ СО АН СССР, 1987. — 13 с.; 20 см. — (N23).
- Багров В. Г. Квазиклассическое траекторно-когерентное представление в квантовой теории излучения электрона / В. Г. Багров, В. В. Белов, А. Ю. Трифонов. — Томск : ТНЦ СО АН СССР, 1989. — 38 с.; 20 см. — (Препр. АН СССР, Сиб. отд-ние, Том. науч. центр; N 27).
- Багров В. Г. Движение неабелевой частицы в цветовых полях / В. Г. Багров, А. С. Вишвцев. — Томск : ТФ СО АН СССР, 1987. — 16 с.; 20 см. — (Препр. АН СССР, Сиб. отд-ние, Том. фил.; N14).
- Багров В. Г. О возможности генерации нейтронов при взаимодействии нейтрино во внешнем поле / В. Г. Багров, В. В. Скобелев. — Томск : ТФ СО АН СССР, 1988. — 13 с.; 20 см. — (N 32).
- Багров В. Г. Эффективное действие в многомерной квантовой гравитации и спонтанная компактификация / Багров В. Г., Бухбиндер И. Л., Одинцов С. Д. — Томск : Том. фил. СО АН СССР, 1986. — 23 с.; 20 см. — (Препр. АН СССР, Сиб. отд-ние, Том. фил.; N11).
- Точные решения релятивистских волновых уравнений / [В. Г. Багров, Д. М. Гитман, И. М. Тернов и др.]; Отв. ред. Г. Ф. Караваев. — Новосибирск : Наука : Сиб. отд-ние, 1982. — 143 с.; 21 см.
- Багров В. Г. Излучение неточечных заряженных систем в классической электродинамике / В. Г. Багров, П. В. Строков, Г. И. Флешер. — Томск : ТНЦ СО АН СССР, 1990. — 26 с.; 20 см. — (Препр. АН СССР, Сиб. отд-ние, Том. науч. центр; N 7).
- Багров В. Г. Метод интегрирования уравнения Дирака-Фока-Иваненко / В. Г. Багров, В. В. Обухов. — Томск : ТНЦ СО АН СССР, 1990. — 29 с.; 20 см. — (Препр. АН СССР, Сиб. отд-ние, Том. науч. центр; N 22).
- Багров В. Г. Квантовая теория излучения в терминах квазиклассических траекторно-когерентных состояний / В. Г. Багров, В. В. Белов, Л. Г. Караваев. — Томск : ТФСО АН СССР, 1987. — 9 с.; 20 см. — (N24).
- Багров В. Г. Неупругое взаимодействие фотона с полем плоской волны с рождением пары (nn) / В. Г. Багров, В. В. Скобелев. — Томск : ТФ СО АН СССР, 1988. — 14 с. : граф.; 20 см. — (N 40).
- Бордовицын В. А., Тернов И. М., Багров В. Г. Спиновый свет // УФН 165 1083 (1995).

- Научные публикации согласно ADS NASA
  - Часть 1
  - Часть 2